# Rhingia campestris
Rhingia campestris là một loài ruồi trong họ Ruồi giả ong (Syrphidae). Loài này được Meigen mô tả khoa học đầu tiên năm 1822. Rhingia campestris phân bố ở vùng Cổ Bắc giới

## Hình ảnh

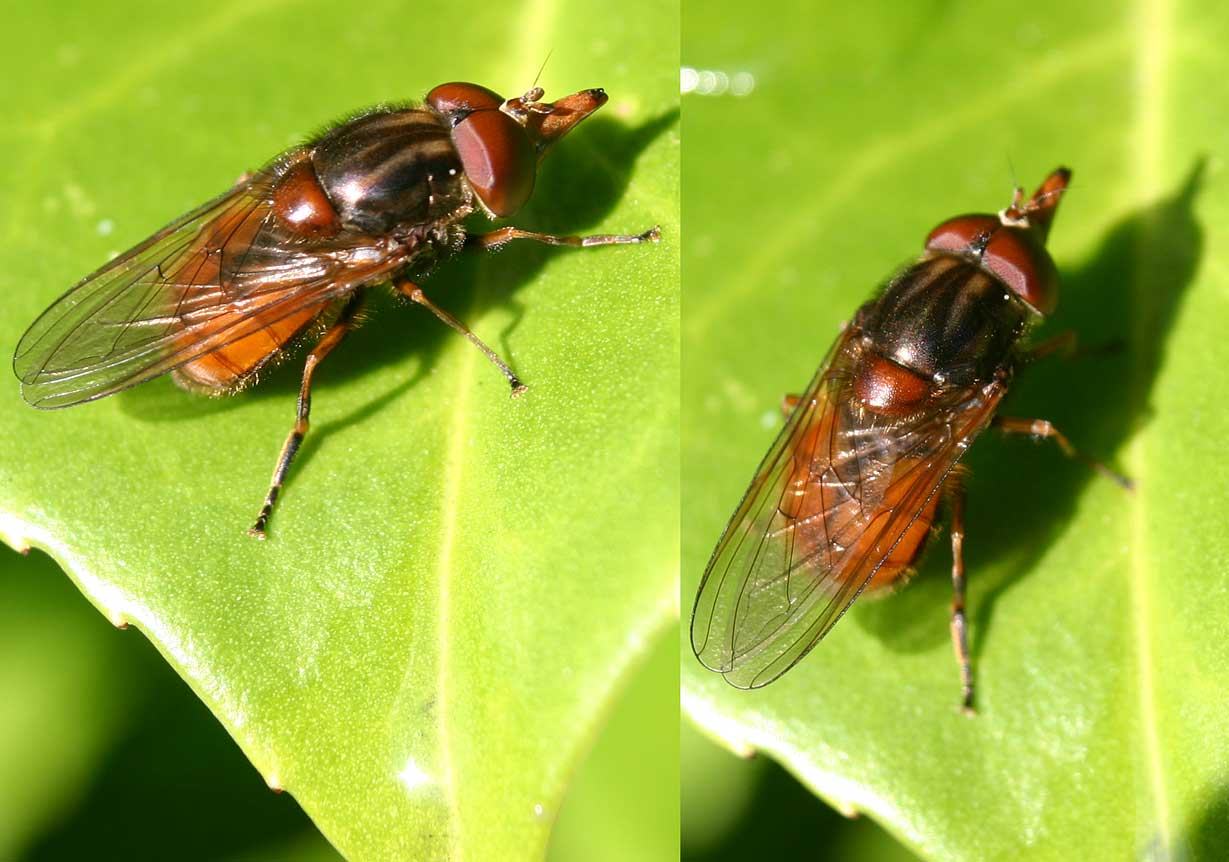
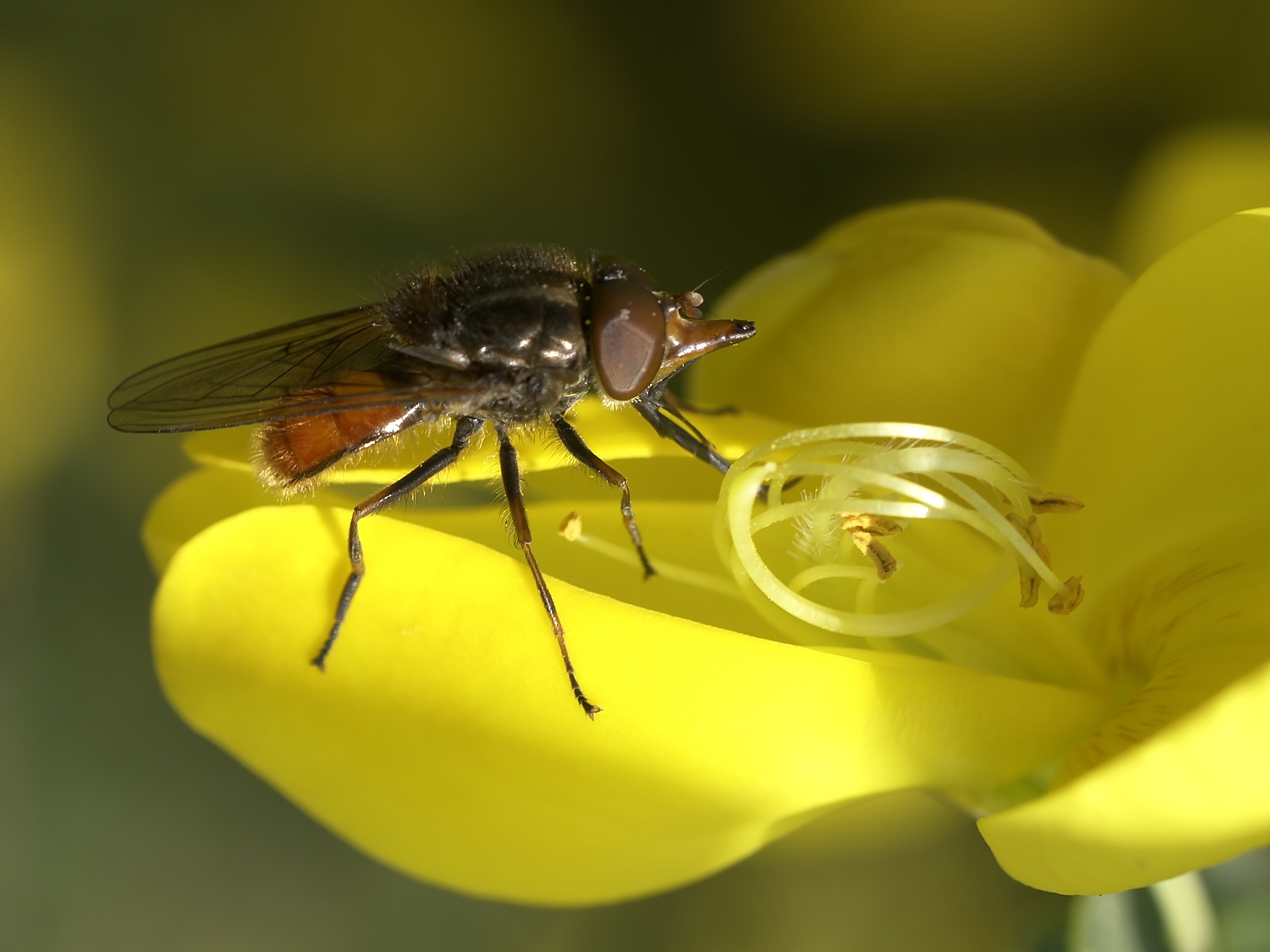
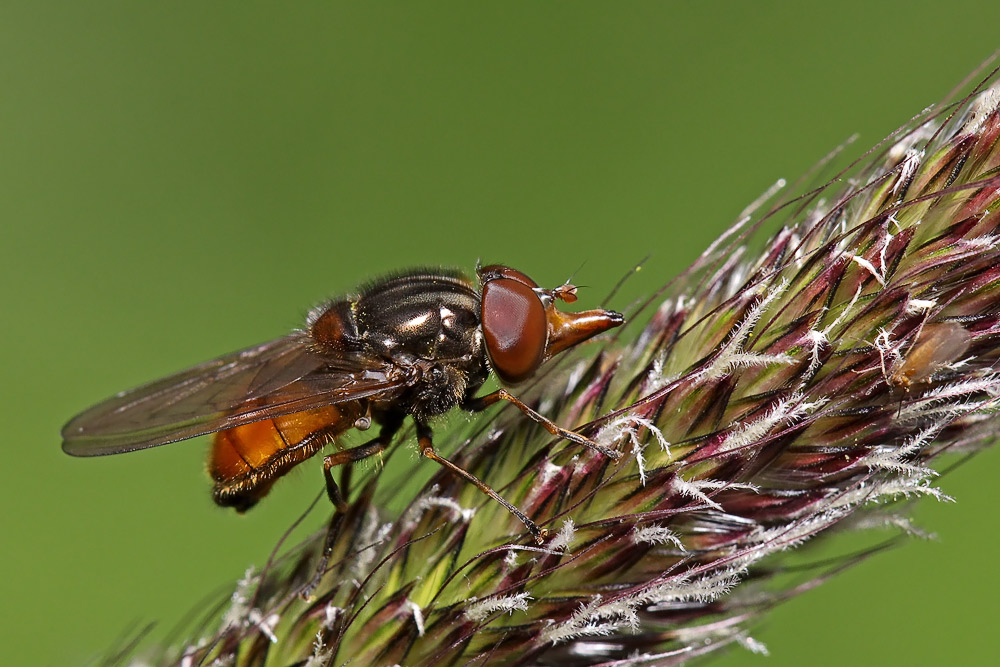
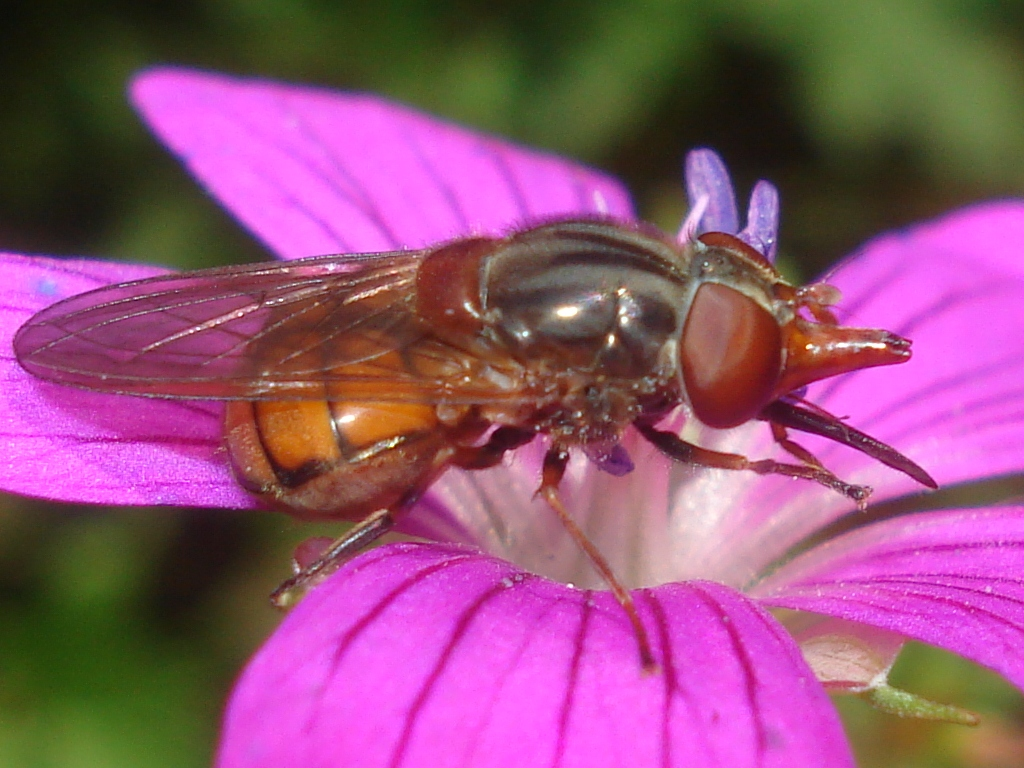
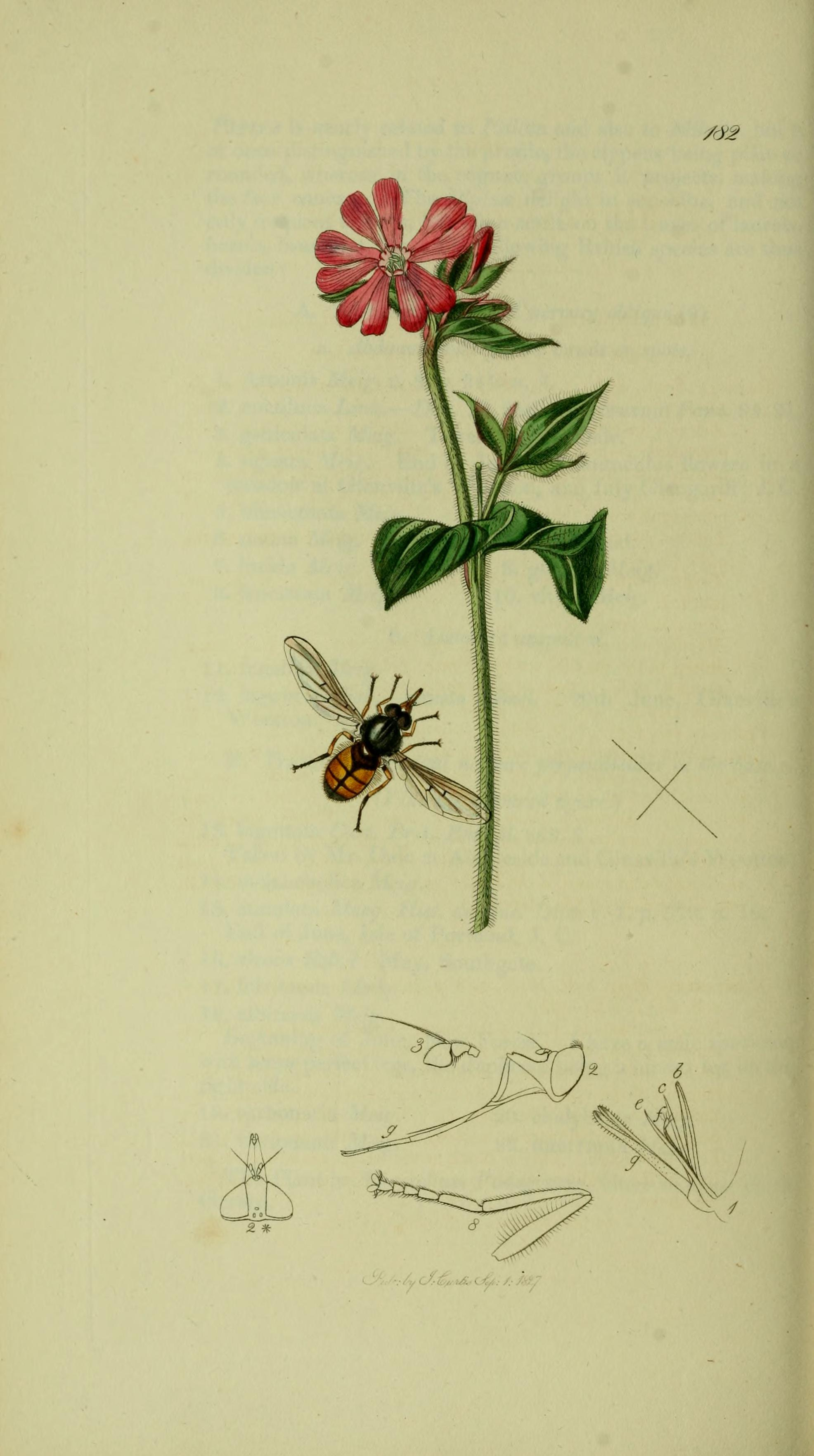